# Town car

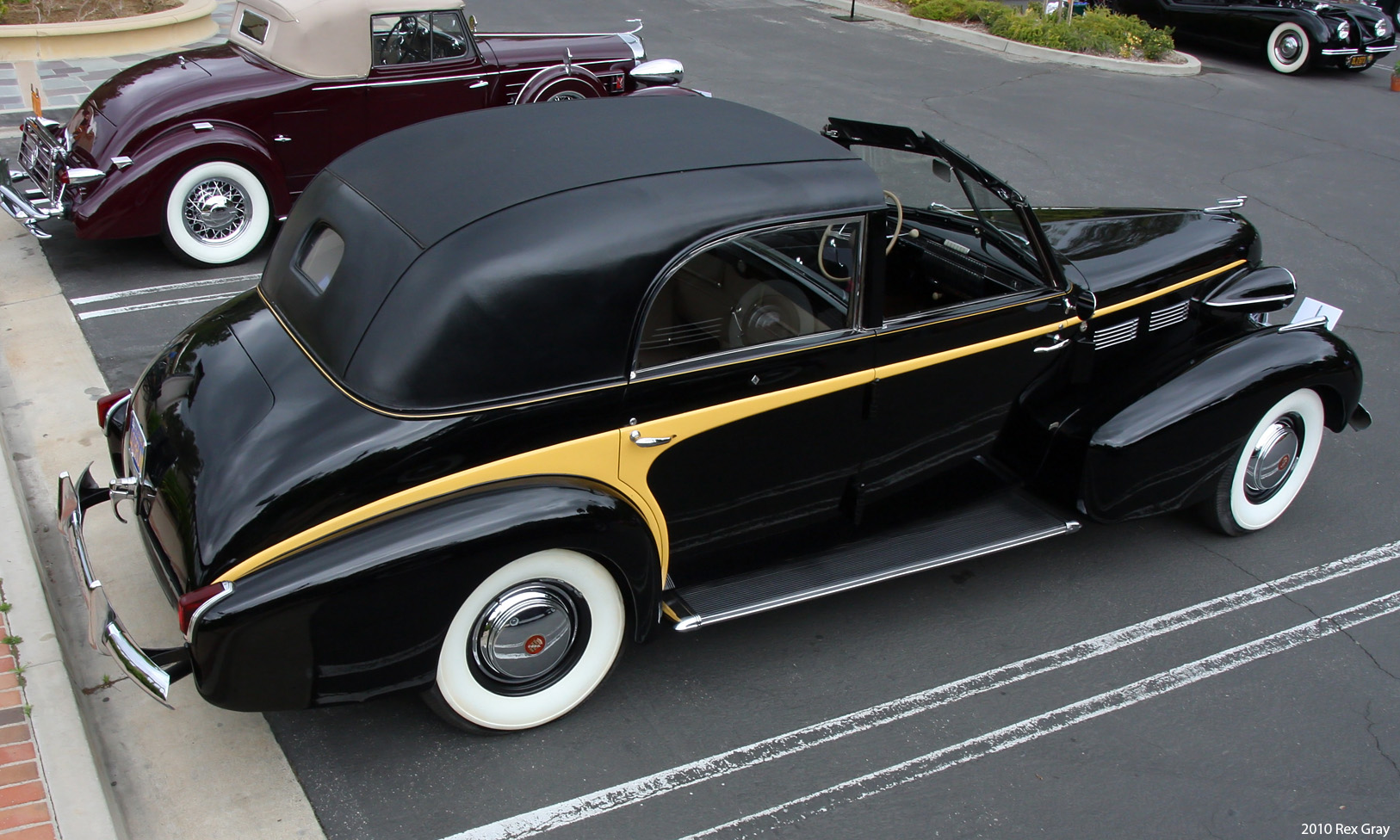
1940 Cadillac Town Car by Brunn

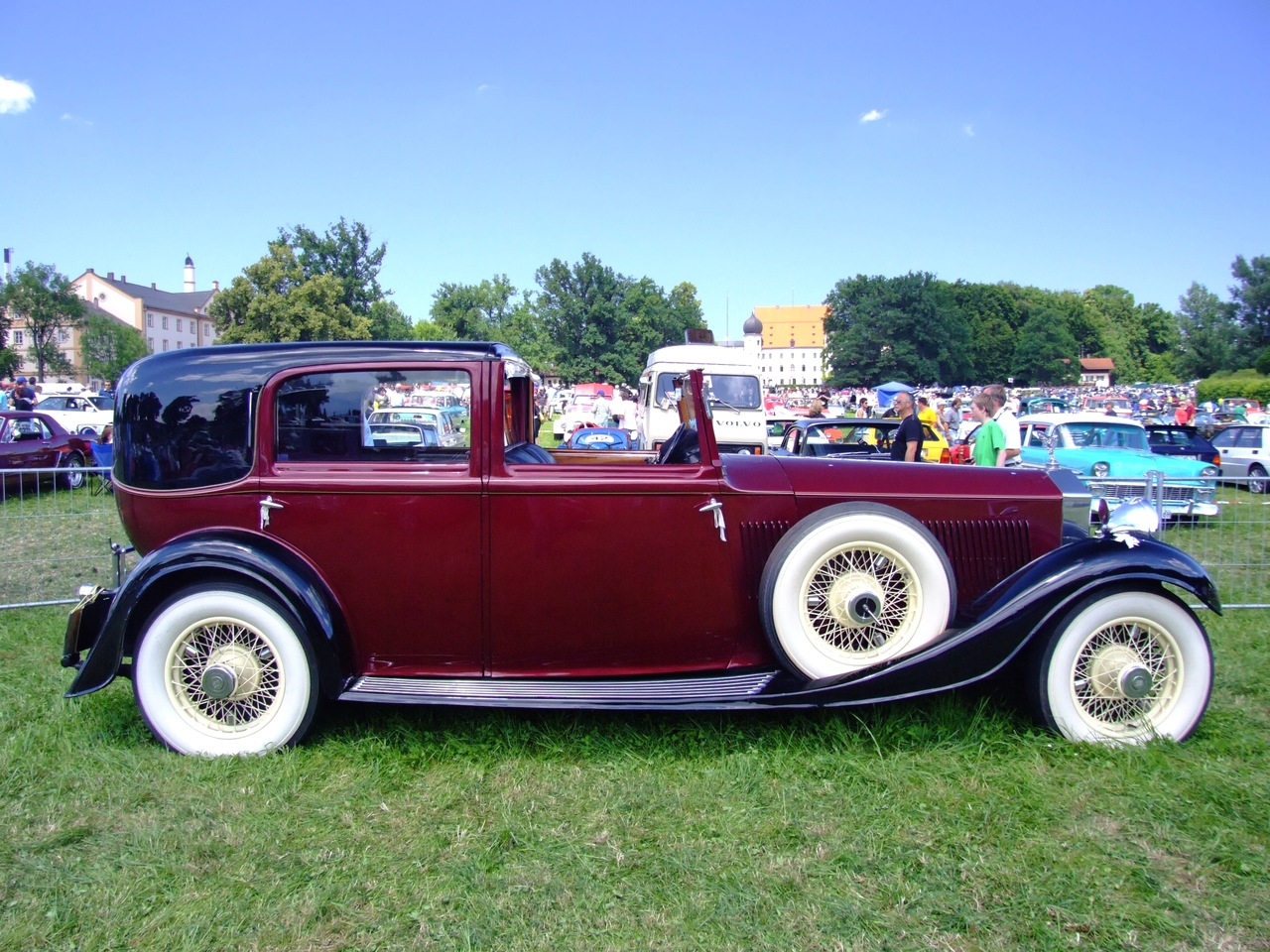
1934 Rolls-Royce s karoserií Sedanca de Ville

Town car je typ karoserie používaný u starých vozů, který se vyznačoval čtyřmi dveřmi, otevřeným předním prostorem a uzavřeným zadním prostorem. Přední prostor mohl mít stahovací střechu. Tento typ karoserie často využívali majitelé, kteří se chtěli nechat vozit šoférem.
V Evropě je tento typ znám pod jménem Sedanca de Ville, často zkráceně Sedanca, nebo de Ville. Název Sedanca byl představen ve 20. letech španělskou společností Count Salamanca.
Název vozu Lincoln Town Car byl odvozen od tohoto historického typu karoserie i přes to, že podle definice tento vůz neměl karoserii typu Town car. V roce 1922 nechal Edsel Ford, syn Henryho Forda, vyrobit vůz Lincoln s karoserii typu town car pro osobní využití Henryho Forda.
V prosinci 1928 představil Ford karoserii typu town car u své řady vozů Ford Model A. Ford nakonec vyrobil 1 065 těchto vozů.
V letech 1940 a 1941 byla názvem Town Car pojmenována limitována série vozů Cadillac Sixty Special. Vůz byl znovu uveden v roce 1949 ve verzi kupé hardtop za použití francouzského výrazu pro tento typ karoserie Cadillac Coupe DeVille a v roce 1956 jako čtyřdveřový hardtop nazvaný Cadillac Series 62 Sedan DeVille.

## Další podobné typy
- Landaulet — typ s opačnou konfigurací, zadní prostor měl stahovací střechu a vpředu byl vůz uzavřen pevnou střechou
- Coupe de Ville — dvoudveřový typ bez přepážky mezi otevřeným prostorem řidiče a uzavřeným pro pasažéry